# Zelotes tropicalis
Zelotes tropicalis FitzPatrick, 2007 è un ragno appartenente alla famiglia Gnaphosidae.

## Etimologia
Il nome della specie deriva dall'aggettivo tropicalis che indica l'areale in cui sono stati rinvenuti gli esemplari: l'Africa tropicale.

## Caratteristiche
Questa specie appartiene al subterraneus group, le cui peculiarità sono: i maschi hanno la base dell'embolus molto larga che si estende attraverso gran parte della larghezza del bulbo del pedipalpo. Le femmine hanno un'epigino di forma rettangolare con i condotti disposti trasversalmente.
L'olotipo maschile rinvenuto ha lunghezza totale è di 7,33mm; la lunghezza del cefalotorace è di 2,75mm; e la larghezza è di 2,08mm.

## Distribuzione
La specie è stata reperita nel Kenya occidentale: l'olotipo maschile è stato rinvenuto nella foresta di Tinderet, nella contea di Trans Nzoia, appartenente alla provincia della Rift Valley.

## Tassonomia
Al 2016 non sono note sottospecie e dal 2007 non sono stati esaminati nuovi esemplari.